# 徐钢
徐钢（1958年12月—），男，籍贯福建浦城，生于福州，中华人民共和国政治人物。前福建省人民政府副省长。中共十七大、十八大代表，第八届、九届中共福建省委委员。

## 生平
1985年1月，加入中国共产党。复旦大学管理科学系工业经济管理专业毕业，大学学历，高级经济师。历任福建省经济贸易委员会主任助理；莆田市副市长、市委常委；省人民政府副秘书长，省交通厅厅长，省经济贸易委员会主任、省人民政府国有资产监督管理委员会主任，泉州市委书记、市人大常委会主任等职。2013年2月当选福建省人民政府副省长。负责人事、劳动和社会保障、安全生产、食品药品安全、应急管理、信访、效能建设等工作，协助负责编制、监察、审计工作。2015年3月20日，福建省副省长徐钢因涉嫌严重违纪违法，接受组织调查，他是中共十八大后被查的首位福建省级官员。徐钢是2015年以来落马的第11位省部级官员，也是自3月15日两会落幕后6日内落马的第4位省部级官员。
2015年7月27日，中纪委发布消息称，徐钢因违反中央八项规定，由他人出资安排打高尔夫球、收受巨额贿赂、利用职务便利为其妻的经营活动谋取利益被双开，并移送司法机关。
2016年12月29日，安徽省合肥市中级人民法院公开宣判福建省人民政府原副省长徐钢受贿案，对被告人徐钢以受贿罪判处有期徒刑十三年，并处罚金人民币二百万元；对徐钢受贿犯罪所得财物及其孳息予以追缴，上缴国库。他被控受贿折合1977万元。